# 12 elementos
12 Elementos es el segundo disco de Barbazul, editado en 2007.

## Músicos
- Ricardo Dimaría - Bajista, cantante
- Javier Romero - Guitarrista
- Matías Viñolo - Baterista

## Canciones
1. Veo el Mundo
2. Paso de Buey
3. Doble Pulgar (acústico)
4. Tirado en el Aire
5. Dejalo Así
6. Destino
7. Un Segundo Después
8. Durar con Nada
9. Pura Sangre (G.O.B.)
10. Fibra Vital
11. Tiempos Duros
12. N.D.L.
13. Doble Pulgar (bonus track)